# Dana Branná
Dana Branná, též Danuta Branna (* 9. prosince 1959 Český Těšín), je historička, aktivistka polské menšiny v Česku, bývalá československá politička, po sametové revoluci poslankyně Sněmovny lidu za Občanské fórum, později za Občanské hnutí.

## Biografie
V roce 1982 absolvovala obor archivnictví na dnešní Masarykově univerzitě v Brně (podle jiného zdroje studovala na Filozofické fakultě Univerzity Palackého v Olomouci), pracovala pak v regionálním muzeu v Čadci.
Ve volbách roku 1990 zasedla do Sněmovny lidu (volební obvod Severomoravský kraj) za OF. Po rozkladu Občanského fóra v roce 1991 přešla do poslaneckého klubu Občanského hnutí. Ve Federálním shromáždění setrvala do voleb roku 1992. V letech 1992–1993 působila jako prezidentka Rady Poláků v ČR. V letech 2003–2005 vydávala list Głos Ludu.
V živnostenském rejstříku je Dana Branná, narozena 9. prosince 1959, evidována od roku 2005 v Jablunkově.